# エレットラ・ロッセリーニ・ヴィーデマン
エレットラ・ロッセリーニ・ヴィーデマン（Elettra Rossellini Wiedemann,1983年7月26日 - ）は、アメリカ合衆国のニューヨーク市出身のファッションモデル。

## 生い立ち
- 母親はイタリアの女優イザベラ・ロッセリーニで、イングリッド・バーグマンとロベルト・ロッセリーニの孫。

- 大学時代からモデルとしてのキャリアを始め、アバクロンビー&フィッチ,サルヴァトーレ・フェラガモなどのキャンペーンを務め、ヴォーグ誌,ハーパース・バザーなどのファッション誌の被写体も経験した。

- 最近はランコムのイメージキャラクターも務めている。